# Contarinia elaeagniflorae
Contarinia elaeagniflorae är en tvåvingeart som beskrevs av Fedotova 1988. Contarinia elaeagniflorae ingår i släktet Contarinia och familjen gallmyggor.
Artens utbredningsområde är Kazakstan. Inga underarter finns listade i Catalogue of Life.